# Система оценки упитанности лошадей Хеннеке
Система оценки упитанности лошадей Хеннеке — это числовая шкала, используемая для оценки количества жира на теле лошади. Она была разработана в 1983 году в Техасском Университете A&M. Это стандартизованная система, которая может использоваться для всех пород без специального оборудования; Состояние оценивается визуально и пальпацией. Оценки варьируются от 1 до 9, от очень худых до очень толстых; Идеальный диапазон для большинства лошадей — от 4 до 6. В таблице ниже приведены описания возможных оценок состояния тела. Система основана как на визуальном осмотре, так и на ощутимом жировом покрытии шести основных точек лошади. Система используется правоохранительными органами как объективный метод оценки состояния тела лошади в случаях жестокого обращения с лошадьми.

## Система оценки
Описания показателей состояния тела лошади по шкале Хеннеке
| Оценка                | Описание | Изображение |
| --------------------- | --- | ----------- |
| 1. Истощена           | Чрезвычайно истощена; Отсутствие жировой ткани; Видны позвонки, ребра, головка хвоста, кости холки, плеча и шеи                                                                   |             |
| 2. Очень худа         | Истощена; Кости совсем немного покрыты тканями; Видны позвонки, рёбра, головка хвоста, кости холки, плеча и шеи                                                                   |             |
| 3. Худая              | Небольшой слой жира на теле; Отдельные позвонки и рёбра уже не заметны; Холка, плечи и шея не кажутся чрезмерно худыми                                                            |             |
| 4. Умеренно худая     | Виден хребет позвоночника и контуры ребер; Головка хвоста может быть или не быть видимой в зависимости от породы; Холка, плечи и шея не кажутся чрезмерно худыми                  |             |
| 5. Умеренная          | Позвоночник и ребра не видны, однако ребра ощущаются на ощупь; Головка хвоста губчатая; Холка, плечи и шея округлены и гладкие                                                    |             |
| 6. Умеренно упитанная | Небольшая складка на позвоночнике; Ребра и головка хвоста кажутся губчатыми; Жировые отложения на холке, шее и позади плеч                                                        |             |
| 7. Упитанная          | Складка вдоль позвоночника; Между рёбрами жировые отложения, головка хвоста губчатая; Жировые отложения по холке, шее и позади плеч                                               |             |
| 8. Толстая            | Явная складка вдоль позвоночника; Трудно прощупать рёбра; Мягкий жир вокруг головки хвоста; Жировые отложения вдоль холки, за плечами и на внутренних сторонах бёдер; большая шея |             |
| 9. Очень толстая      | Явная складка вдоль позвоночника; Рёбра полностью покрыты жиром; Жир выпячивается на головке хвоста, холке, за плечами и на шее; Жиром покрыты пах и внутренние стороны бёдер     |             |

## Идеальные оценки
Для среднестатистической лошади самыми здоровыми показателями являются состояния тела между 4 и 6, что указывает на то, что лошадь имеет правильный баланс питания и физических нагрузок. За лошадьми, которые легко набирают лишний вес или которые легко перепадают, следует внимательно следить, так как они подвержены либо избыточному весу, либо пониженному весу, соответственно.

##### Матки
Согласно исследованиям, есть связь между разведением кобыл с показателем состояния тела менее 5 и проблемами с размножением. Энергетические потребности в производстве молока для жеребят очень высоки, поэтому большинство кобыл потеряет вес во время лактации. Кроме того, у кобылы с показателем состояния тела менее 5 будет больше трудностей с зачатием. По этим причинам рекомендованная кондиция для маток между 6 и 7. Более высокие оценки, как было показано, не влияют на репродукцию, но вредны для лошади.

##### Жеребцы-производители
Жеребцы имеют наилучший репродуктивный успех при показателе состояния тела 5 или 6. Жеребцы расходуют много энергии во время случного сезона, поэтому некоторые советуют, чтобы жеребец начинал случный сезон в кондиции 6 или 7, чтобы держать его в здоровом диапазоне в конце сезона размножения. Если жеребец имеет оценку менее 3 или более 8, репродуктивное поведение будет скомпрометировано.

##### Спортивные лошади
Исследований о связи между оценками состояния тела и производительности спортивных лошадей не проводилось, таким образом, оптимальные оценки неизвестны. Тем не менее, лошади с низким показателем состояния тела испытывают недостаток в жировых запасах для напряженной работы, а также могут испытывать недостаток в мускулатуре. Лошади с высокой оценкой состояния тела несут слишком большой вес, что мешает выносливости и биомеханике.

##### Лошади на зимнем пастбище
Лошади на пастбище должны входить в зимний сезон с показателем состояния тела 6 или 7. В чрезвычайно холодные дни лошадь не может есть достаточное количество пищи, чтобы сбалансировать энергетические потребности поддержания температуры тела, поэтому вес часто теряется в течение зимы.

## Мониторинг
Мониторинг состояния тела лошади может оповестить владельца лошади или управляющего конюшней о потенциальных проблемах со здоровьем или кормлением. На показатель состояния тела могут влиять различные факторы, такие как: потребление корма, погода, физические нагрузки, метаболические заболевания, такие как лошадиный метаболический синдром, болезни, проблемы с зубами, паразитарные инвазии, беременность и многие другие. Соответствующий уход за лошадью позволяет поддерживать правильное и здоровое состояние тела на лошади.